# فرانتس آنتون شیفنر
فرانتس آنتون شیفنر (آلمانی: Franz Anton Schiefner; ۶ ژوئن ۱۸۱۷ – ۱۶ نوامبر ۱۸۷۹) زبان‌شناس  و تبت‌شناس و از آلمانی‌های بالتیک بود.
وی تحصیلات خود را در شهر روال (تالین امروزی) آغاز کرد و سپس برای تحصیل حقوق به سن پترزبورگ رفت، شیفنر از سال ۱۸۴۰ تا ‍۱۸۴۲ در برلین به تحصیل درباره زبان‌های شرقی پرداخت و کتاب‌های متعددی به چاپ رساند.
شیفنر در تحقیقات ادبی از سه جهت اثرگذار بود. او ابتدا به خاطرات و بولتن آکادمی سنت پترزبورگ کمک کرد و به طور مستقل تعدادی مقاله ارزشمند و آثار بزرگتر در مورد زبان و ادبیات تبت منتشر کرد. او همچنین آشنایی قابل توجهی با زبان مغولی داشت، و پیش از مرگش، بازنگری کتاب عهد جدید را به زبانی که انجمن بریتانیایی و خارجی کتاب مقدس به او سپرده بود، به پایان رسانده بود. 
علاوه بر این، او یکی از بزرگ‌ترین صاحب‌نظران زبان‌شناسی و قوم‌شناسی زبان‌های فنلاندی بود. او حماسه بزرگ فنلاندی Kalevala را ویرایش و به آلمانی ترجمه کرد. او بقایای ادبی ماتیاس الکساندر کاسترن را در دوازده جلد تنظیم و تکمیل کرد و به زبان‌های قبایل سامویدی، کویبال، کاراگاس، تونگوزیک، بوریات، اوستیاک و کوتیک آورد و چندین مقاله ارزشمند درباره اسطوره‌های فنلاندی برای آکادمی امپراتوری روسیه آماده کرد.  
در وهله سوم، او زبان‌های قفقاز را مورد بررسی قرار داد، که تحلیل‌های شفاف او آن‌ها را در دسترس فیلسوفان اروپایی قرار داد. بنابراین او تحلیل کاملی از زبان تاش ارائه کرد و به‌سرعت از تحقیقات بارون پیتر فون اوسلار، مقالات جامعی درباره زبان‌های آوار، اودی، آبخاز، چچنی، کاسی کوموک و هیرکانی ارائه کرد. او همچنین به زبان اوستایی تسلط داشت و تعدادی ترجمه از آن زبان آورده بود که چندین مورد از آنها همراه با متن اصلی بود.  
او در سن پترزبورگ درگذشت.  